# 글렌브룩 사우스 고등학교
글렌브룩 사우스 고등학교(Glenbrook South High School, GBS)는 미국의 일리노이주 시카고 근교 글렌뷰에 위치한 4년제 공립 고등학교이다.